# David Oberhauser
David Oberhauser (* 29. November 1990 in Bitche, Département Moselle, Lothringen) ist ein ehemaliger französischer Fußballspieler.

## Karriere
David Oberhauser wurde 2010 aus der zweiten Mannschaft in die Profimannschaft von AC Ajaccio hochgezogen, die 2011 in der Ligue 1 spielte. Dort hatte er am 25. August 2012 sein Profidebüt, als er am dritten Spieltag der Erstliga-Spielzeit 2012/13 bei AC Ajaccios 0:3-Niederlage gegen den FC Valenciennes in der 28. Minute für Stammtorhüter Guillermo Ochoa eingewechselt wurde. Nach dieser Spielzeit verließ er die Korsen und ging ins Ausland, um beim rumänischen Zweitligisten UTA Arad zu unterschreiben. Nachdem er sich auch dort keinen Stammplatz erobern konnte (nur drei Spiele), verließ er den Klub im Oktober wieder und unterschrieb am 3. Juli 2014 in seiner mosellothringischen Heimat beim FC Metz, der kurz zuvor in die Ligue 1 aufgestiegen war. In Metz kam er in der Saison 2014/15 als Torhüter Nummer drei hinter Johann Carrasso und Anthony Mfa Mezui nur auf drei Einsätze. Nach dem Abstieg 2015 blieb er dem Klub erhalten und stieg in der Spielzeit 2015/16 zum Stellvertreter der neuen Nummer eins Thomas Didillon auf. Im Herbst 2015 stand Oberhauser zwischen den Pfosten und schaffte mit seiner Mannschaft am Saisonende den Wiederaufstieg. In der Saison 2016/17 musste er wiederum meist auf der Ersatzbank Platz nehmen. Im Sommer 2017 wechselte er ablösefrei nach Griechenland zu AO Platanias, verließ diese nach zwei Einsätzen aber bereits im Februar wieder. Es folgten drei einjährige Stationen bei Gazélec FC Ajaccio, Red Star Paris und CO Le Puy. Im August 2021 nahm der FC Metz den Franzosen erneut unter Vertrag. Ein Jahr später schloss er sich der US Boulogne an.